# Kościół św. Jana Chrzciciela w Krerowie
Kościół św. Jana Chrzciciela – zabytkowy kościół parafialny, zlokalizowany w południowej części Krerowo (powiat poznański). Stanowi najstarszą budowlę we wsi.

## Historia
Kościół zbudował we wsi Jan IV z Kępy w 1344. Kościół w stylu gotyckim wzniesiono w XVI wieku. W kolejnych wiekach ulegał renowacjom i przebudowom - najpoważniejszym w 1677, kiedy to groził ruiną i w wieku XIX. Podczas II wojny światowej wnętrze zostało doszczętnie wypalone. Zagładzie uległo praktycznie całe wyposażenie. Prace nad rekonstrukcją obiektu zakończyły się w 1960.

## Architektura i otoczenie
Obiekt jest murowany (czerwona cegła), jednonawowy. Otoczony ceglanym murem. Wewnątrz muru stare lipy i XIX-wieczna dzwonnica z sygnaturką.

## Cmentarz
Wewnątrz murów zlokalizowany jest stary cmentarz, na którym pochowano m.in.:
- ks. Walentego Brodzińskiego (1799-1889),
- ks. Franciszka Górczyńskiego (zm. 11 listopada 1940) – ofiarę KL Gusen,
- ks. Piotra Turkowskiego (1836-1915),
- ks. Ignacego Boińskiego (zm. 30 marca 1792),
- Stanisława Kulczyńskiego (1895-1936), powstańca wielkopolskiego,
- Jana Kulczyńskiego (1902-1937), doktora medycyny[2].